# Филипповка (Илекский район)
Филипповка — посёлок в Илекском районе Оренбургской области в составе Димитровского сельсовета. Находится на расстоянии примерно 55 километров на восток-юго-восток от районного центра села Илек.

## Климат
Климат резко континентальный. Лето жаркое, знойное с недостаточным увлажнением с частыми и сильными суховеями. Зима холодная с морозами и частыми метелями. В этот период наблюдаются оттепели. Устойчивое залегание снежного покрова 130—140 дней с 25 ноября по 7 апреля. Средняя высота снежного покрова — около 20 см. Среднемесячная температура воздуха в июле составляет около +22 °C , в январе −14 °C. Разница между максимальной (+42 °C) и минимальной (-43 °C) температурой в году достигала 85 °C. Продолжительность безморозного периода 140 дней в году. Последние заморозки в первой-начале второй декады мая. Среднегодовая сумма осадков колеблется от 273 до 363 мм, за теплый период (апрель-октябрь) выпадает 177—215 мм, в том числе за май-июнь — 66-75 мм.

## История
Поселок образован в 1929 году. Работал колхоз им. Горького и отделение № 4 совхоза им. Димитрова.
Основная достопримечательность — комплекс раннесарматских Филипповских курганов V—IV веков до нашей эры. Раскопками 1980-х и 2000-х годов в наиболее крупных — «царских» — курганах найдены сотни предметов из золота и серебра.

## Население
Постоянное население составляло 92 человека в 2002 году (русские 35 %, казахи 64 %), 16 человек в 2010 году.